# Frances Turner
Frances Turner (* 6. April 1992 in Christchurch) ist eine neuseeländische Steuerfrau im Rudern.

## Sportliche Karriere
Turner steuerte bei den Junioren-Weltmeisterschaften 2009 den neuseeländischen Achter zur Silbermedaille hinter dem US-Achter. Im Jahr darauf erhielt sie bei den U23-Weltmeisterschaften mit dem Achter gleichfalls die Silbermedaille hinter dem US-Achter. Bei den Weltmeisterschaften 2010 in der Erwachsenenklasse belegte Turner mit dem Achter den achten Platz. 2011 gewann Turner wie im Vorjahr Silber bei den U23-Weltmeisterschaften, diesmal hinter dem kanadischen Achter.
2015 debütierte die 1,59 m große Frances Turner mit dem neuseeländischen Achter im Ruder-Weltcup. Nach einem fünften Platz bei der Weltcup-Regatta in Varese belegten die Neuseeländerinnen in Luzern den zweiten Platz hinter dem kanadischen Boot. Bei den Weltmeisterschaften 2015 auf dem Lac d’Aiguebelette siegte der US-Achter, die Neuseeländerinnen erhielten die Silbermedaille vor den Kanadierinnen. Der neuseeländische Achter mit Kayla Pratt, Emma Dyke, Ruby Tew, Kelsey Bevan, Grace Prendergast, Kerri Gowler, Genevieve Behrent, Rebecca Scown und Frances Turner qualifizierte sich damit auch für die Olympischen Sommerspiele 2016. Im Weltcup belegte der neuseeländische Achter 2016 den dritten Platz in Luzern hinter dem US-Achter und den Britinnen. Bei der letzten Weltcup-Regatta 2016 in Posen waren nur drei Boote am Start, die Neuseeländerinnen siegten vor den Britinnen und den Niederländerinnen. Bei den Olympischen Spielen 2016 belegte der neuseeländische Achter den vierten Platz.